# Россия (джамоат)
Джамоат Россия (Русия; Колхози Россия; тадж. Ҷамоати деҳоти Россия; до 2008 года — джамоат Куштеппа, тадж. ҷамоати деҳоти Қӯштеппа) — джамоат в районе Рудаки республиканского подчинения Республики Таджикистан.
Административный центр — село Куштеппа, расположенное в 13 км от центра района (пгт. Сомониён).
В 2020 году часть территории (13,06 км²) и населенных пунктов джамоата (9 населённых пунктов) перешли в состав района Шохмансур города Душанбе. 
Население — 32808 человек (2017; 31030 в 2015; 19232 в 2009).
В состав джамоата (на 2017 г.) входят 11 сел:
| Населённый пункт | Прежние названия | Население, чел. (2017) |
| ---------------- | ---------------- | ---------------------- |
| 1 Мая            |                  | 3549                   |
| Алочабоф         | Киров            | 3321                   |
| Дехконобод       | Правда 1,2,3     | 5524                   |
| Куштеппа         | Дитрова 1,2,3    | 6498                   |
| Лохути           |                  | 1365                   |
| Сохибкорон       | Чапаев           | 2554                   |
| Фалакон          | Шапкин           | 2793                   |
| Чилмехроб        | Карл Маркс       | 2755                   |
| Шохмансур        |                  | 560                    |
| Эшма             |                  | 76                     |
| Яккатут          | 22 Партсъезд     | 3813                   |

## История
Образован 5 января 1965 года под названием кишлачный совет Куштеппа Ленинского района с центром в кишлаке Куштеппа. В него вошли кишлаки Бешкаппа, Куштеппа, имени Лохути, Алочабоф и Фалкои к/с Гулистон. 